# Aleksander Knavs
Aleksander Knavs (født 5. december 1975 i Maribor, Jugoslavien) er en slovensk tidligere fodboldspiller (forsvarer).
Knavs spillede 65 kampe og scorede tre mål for Sloveniens landshold i perioden 1998-2006. Han var med i den slovenske trup til EM 2000 i Belgien/Holland, slovenernes første slutrundedeltagelse nogensinde, og spillede to af landets tre kampe i turneringen. Han deltog også ved VM 2002 i Sydkorea/Japan, hvor han også spillede to af slovenernes tre kampe.
På klubplan repræsenterede Knavs Olimpija Ljubljana i hjemlandet, tyske Kaiserslautern og Bochum samt østrigske Tirol Innsbruck og Red Bull Salzburg.